# Berlinia viridicans
Berlinia viridicans är en ärtväxtart som beskrevs av Baker f. Berlinia viridicans ingår i släktet Berlinia och familjen ärtväxter. Inga underarter finns listade i Catalogue of Life.